# Zaprionus tuberculatus
Zaprionus tuberculatus är en tvåvingeart som beskrevs av Malloch 1932. Zaprionus tuberculatus ingår i släktet Zaprionus och familjen daggflugor.
Artens utbredningsområde är Zimbabwe. Inga underarter finns listade i Catalogue of Life.